# 三瀨谷站
三瀨谷站（日语：／ Misedani eki */?）是位於三重縣多氣郡大台町佐原，東海旅客鐵道（JR東海）的紀勢本線車站。

## 歷史
- 1925年（大正14年）8月15日：紀勢東線川添站至此站之間開業，此站啟用[1]。
- 1926年（大正2年）8月18日：紀勢東線此站至瀧原站之間開業[1]。
- 1959年（昭和34年）7月15日：三木里站至新鹿站之間開通，同時路線改名為紀勢本線[1]。
- 1983年（昭和58年）12月21日：不再提供行李裝卸服務。[2]。
- 1987年（昭和62年）4月1日：伴隨國鐵分割民營化，車站由東海旅客鐵道（JR東海）營運[1]。
- 2012年（平成24年）4月1日：成為無人車站。

## 車站構造

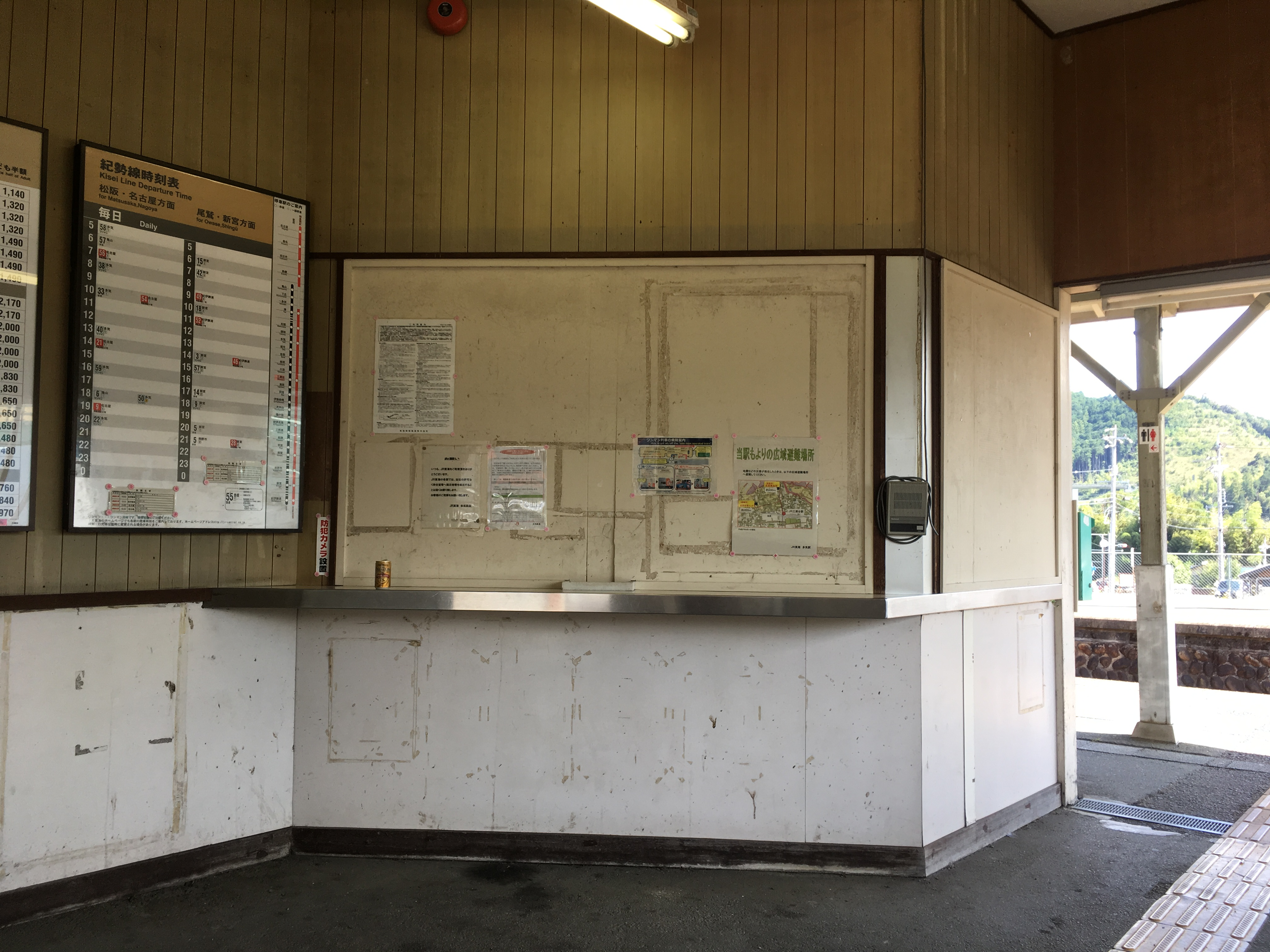
成為無人車站後的車站櫃臺(2017年9月)

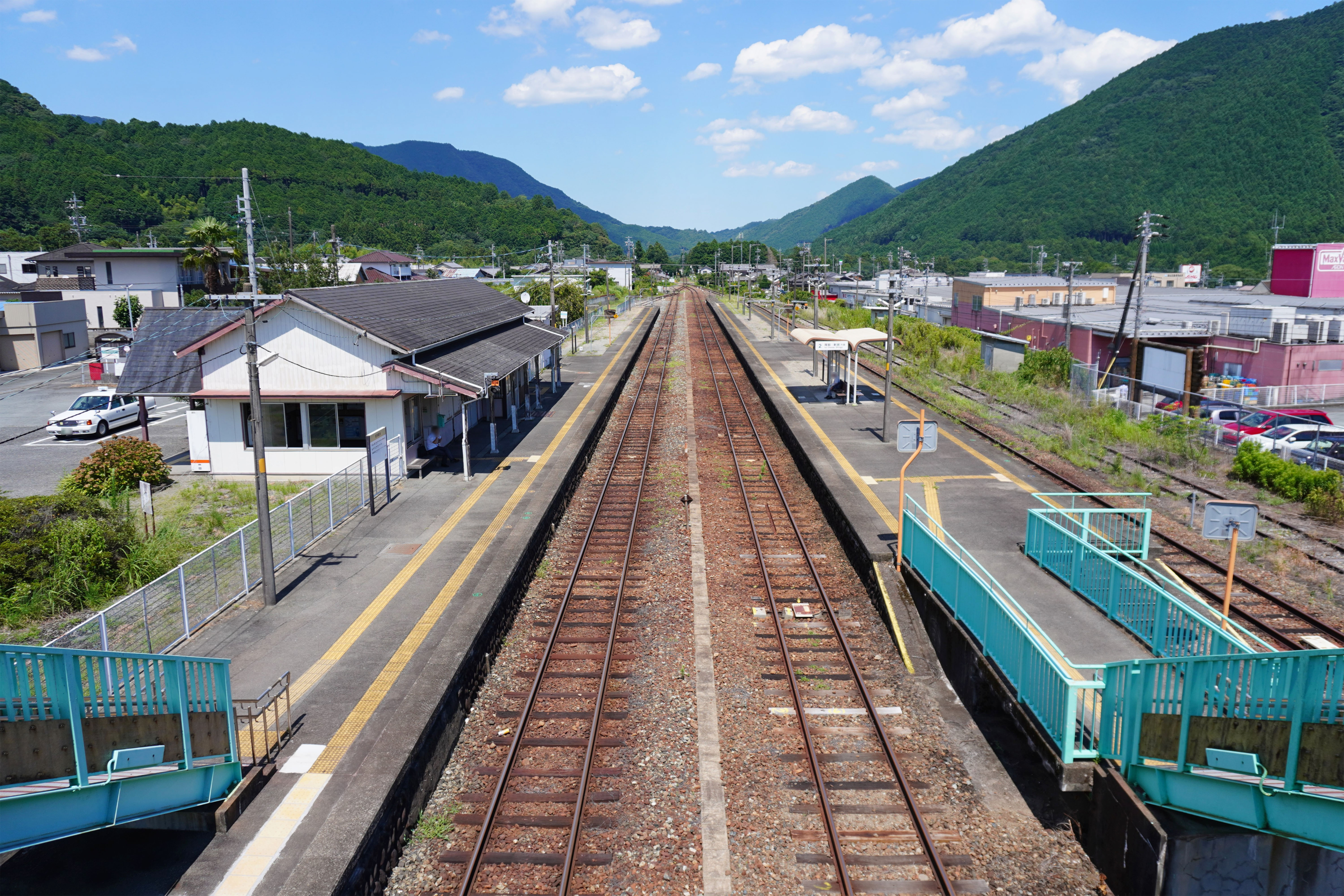
月台(2023年7月)

車站設有1面1線的單式月台、1面2線的島式月台的月台和數條側線，合共2面3線的混合式月台。各月台設有跨線橋連接。車站大樓是一座古老的本造建築物，後來經過改裝，使大樓內設有候車室（車站事務室和售票櫃臺由於車站成為無人車站而封閉）。
車站由多氣站管理的無人車站。在有人車站時代，由東海交通事業的職員擔當業務，為業務委託車站，設有綠色窗口（沒有設置自動售票機）。

### 月台
| 月台 | 路線      | 上下行 | 方向             |
| ---- | --------- | ------ | ---------------- |
| 1    | ■紀勢本線 | 上行   | 松阪、名古屋方向 |
| 2、3 | ■紀勢本線 | 下行   | 尾鷲、新宮方向   |

## 停站列車

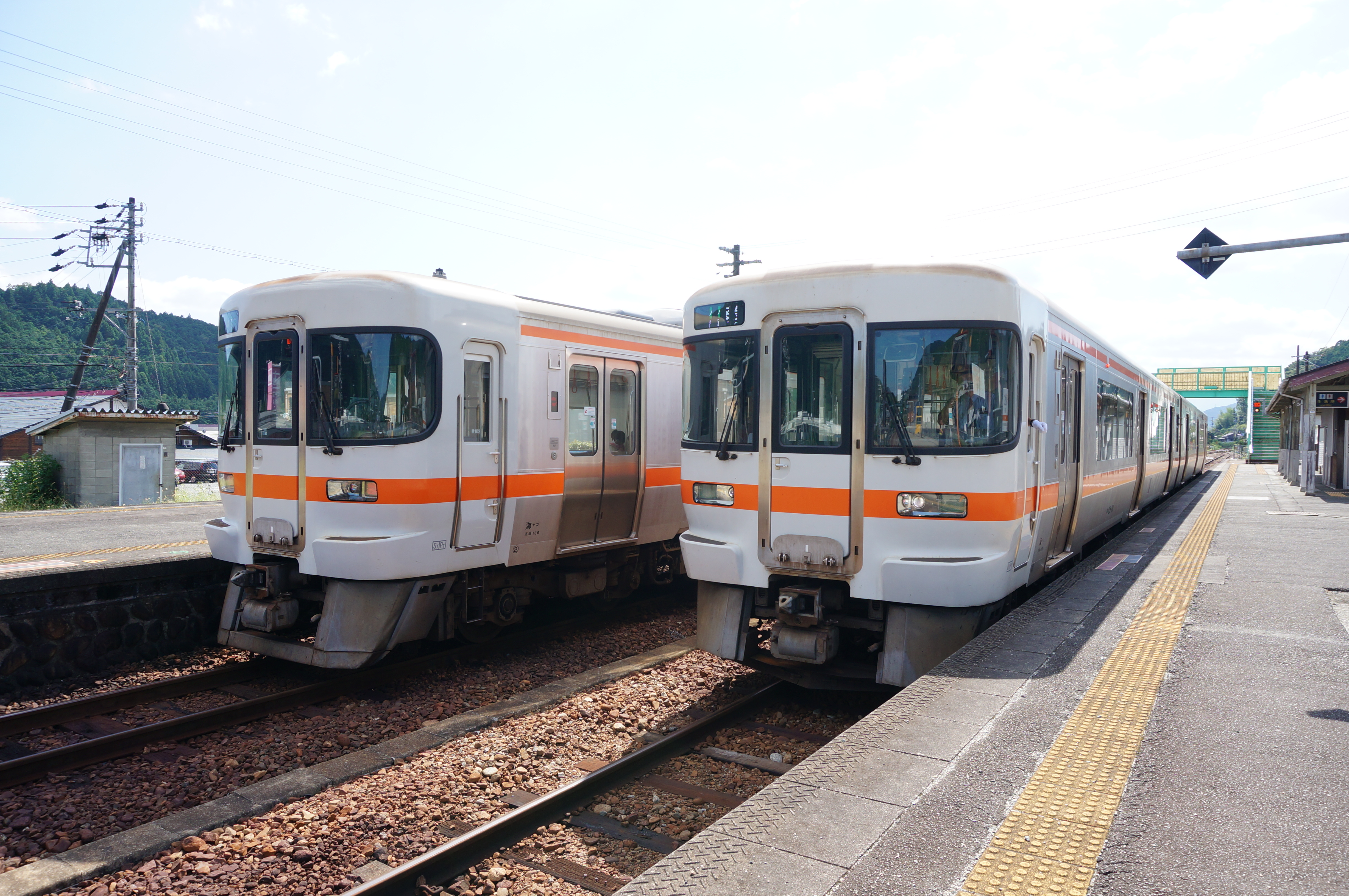
在此站進行列車交會的普通列車（2016年9月）

包括特急「南紀」在內，所有定期旅客列車均停此站。
在2006年3月實施的時間表修正，包括特急「南紀」和臨時列車在內均停此站。在之前，部分特急會通過此站。此外，在2012年3月的時間表修正前，此站附近曾設有三重縣立宮川高等學校（2012年3月關閉），定期考試期間會提早放學，此站將增設臨時普通列車前往多氣站。

## 使用狀況
根據「三重縣統計書」，以下列出近年1日平均乘車人次。
| 年度   | 一日平均 乘車人次 |
| ------ | ----------------- |
| 1998年 | 445               |
| 1999年 | 472               |
| 2000年 | 463               |
| 2001年 | 440               |
| 2002年 | 429               |
| 2003年 | 433               |
| 2004年 | 412               |
| 2005年 | 395               |
| 2006年 | 366               |
| 2007年 | 353               |
| 2008年 | 352               |
| 2009年 | 338               |
| 2010年 | 275               |
| 2011年 | 224               |
| 2012年 | 187               |
| 2013年 | 188               |
| 2014年 | 182               |
| 2015年 | 182               |
| 2016年 | 192               |
| 2017年 | 185               |

## 車站周邊
- 宮川（日语：宮川 (三重県)）
- 三瀨谷壩（日语：三瀬谷ダム）
- 大台町立三瀬谷小學
- 大台町立大台中學（日语：大台町立大台中学校）
- 大台町政廳
- 大台警署（日语：大台警察署）
- 大台郵局（日语：大台郵便局）
- 大台町立圖書館（日语：大台町立図書館）
- 大台厚生醫院（日语：大台厚生病院）
- 熊野古道伊勢路
- 道之驛奥伊勢大台（日语：道の駅奥伊勢おおだい）
- 桑名三重信用金庫（日语：桑名三重信用金庫）三瀨谷分店

## 巴士路線
- 三重交通 - 54 經射和 往松阪站前
- 大台町營巴士（日语：大台町営バス） - 往大杉、瀧谷方向

## 相鄰車站
東海旅客鐵道（JR東海）
紀勢本線
- 特急「南紀」停車站

川添－三瀨谷－瀧原

## 注腳

## 外部連結
- 大台町營巴士（日語）